# Tres Cantos
Tres Cantos est une commune d'Espagne, située dans la communauté autonome de Madrid.

## Géographie
La ville s'étend sur 37,93 km2 au nord-ouest de la ville de Madrid.

## Histoire
C'est une ville qui, à l'instar de Louvain-la-Neuve en Belgique, est créée de toutes pièces en 1971 avec pour objectif d'en faire une ville idéale où les habitants vivent et travaillent au même endroit.
Le site est constitué comme ville en 1991.

## Économie et industrie
Le principal site de création audiovisuelle de Netflix en Europe est situé à Tres Cantos. Le centre de production abrite 10 studios de tournage sur près de 22 000 mètres carrés avec 12 000 postes de travail.

## Recherche scientifique
Des chercheurs ont donné à la bactérie Delftia tsuruhatensis (en) le nom de la commune où ils travaillent : « Tres Cantos 1 » (TC1),.